# Buran 2.01
| Buran-Programm | Buran-Programm                                     |
| -------------- | -------------------------------------------------- |
| Shuttle-Name:  | Buran 2.01 (OK-3K / 1.02 / 11F35 K2) Baikal Байкал |
| Erster Start:  | –                                                  |
| Letzter Start: | –                                                  |
| Länge:         | 36 m                                               |
| Höhe:          | 16 m                                               |
| Gewicht:       | 80 t                                               |

Die Buran 2.01 (GRAU-Index 11F35 K3) / Baikal (Байкал), benannt nach dem Baikalsee, ist eine unfertige Raumfähre des sowjetischen Buran-Programms, die äußerlich dem US-amerikanischen Space Shuttle ähnelt. Sie war der dritte Orbiter der Buran-Klasse, der im Rahmen des sowjetisch-russischen Buran-Programms produziert wurde. Die Fähre war erst zu 30–50 Prozent fertiggestellt, als das Buran-Programm eingestellt wurde.

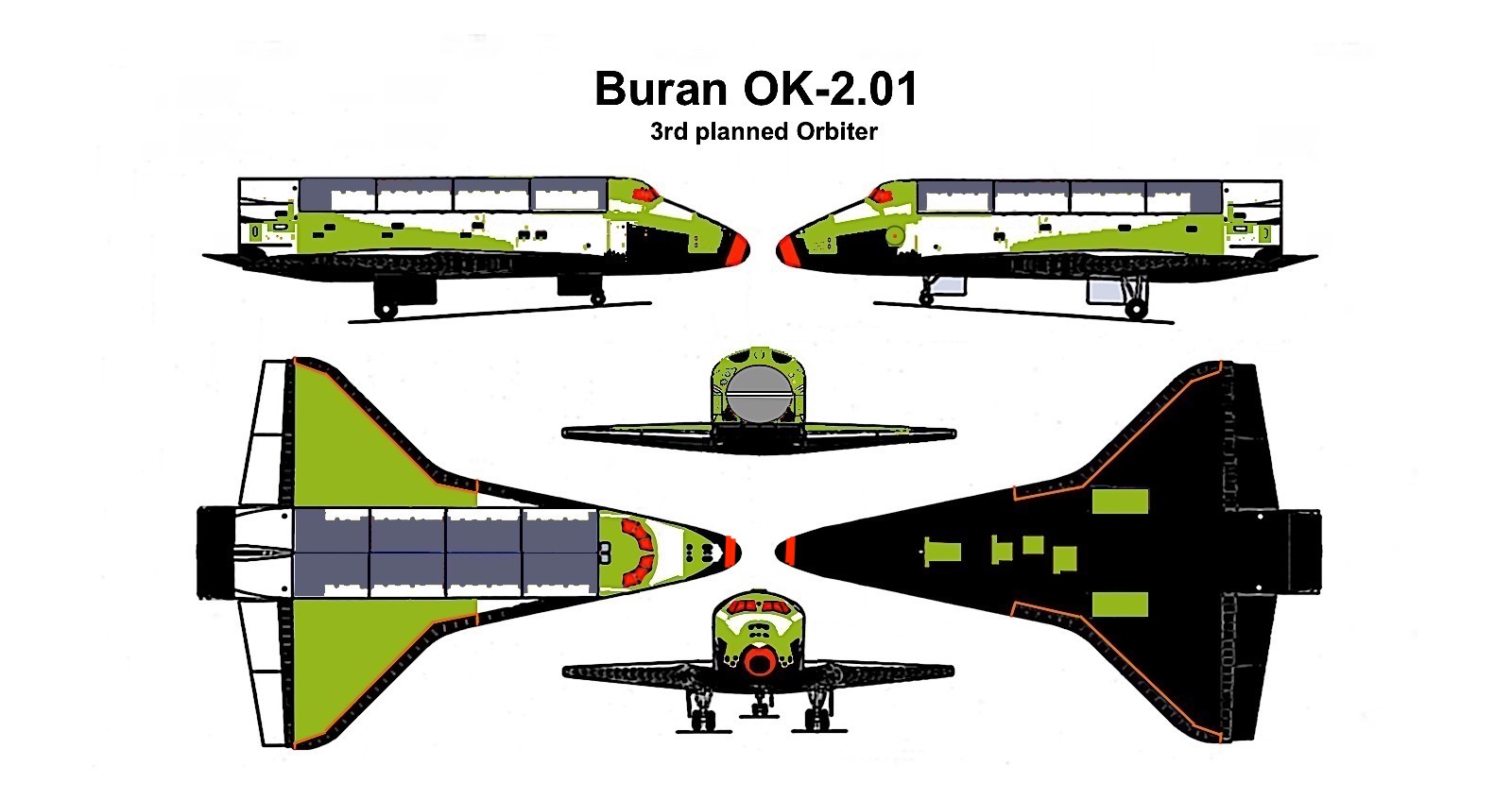
Plan des Buran OK-2.01

## Unterschiede zur ersten Serie
Die 2.01 ist die erste einer zweiten Serie von Orbitern der Buran-Klasse. Das Design wurde verbessert, indem Rückmeldungen von früheren Modellen der Buran-Klasse verwendet wurden.
Zu den wichtigsten Änderungen gehören:
- Rumpfdesign optimiert, um Gewicht zu sparen
- Anordnung des Wärmeschutzsystems geändert
- Spoiler zu Höhenrudern hinzugefügt
- Konfiguration der OMS-Triebwerke geändert
- Kühlerdesign der Laderaumtüren vereinfacht
- Fahrwerk verbessert
- Bremsschirmbehälter verkleinert, weil die Oberfläche der Fallschirme der Buran zu groß war

Nach der Challenger-Katastrophe wurde entschieden, die Besatzungskapazität der zweiten Serie von Orbitern auf vier Besatzungsmitglieder mit dauerhaft montierten Schleudersitzen zu beschränken.

## Geschichte

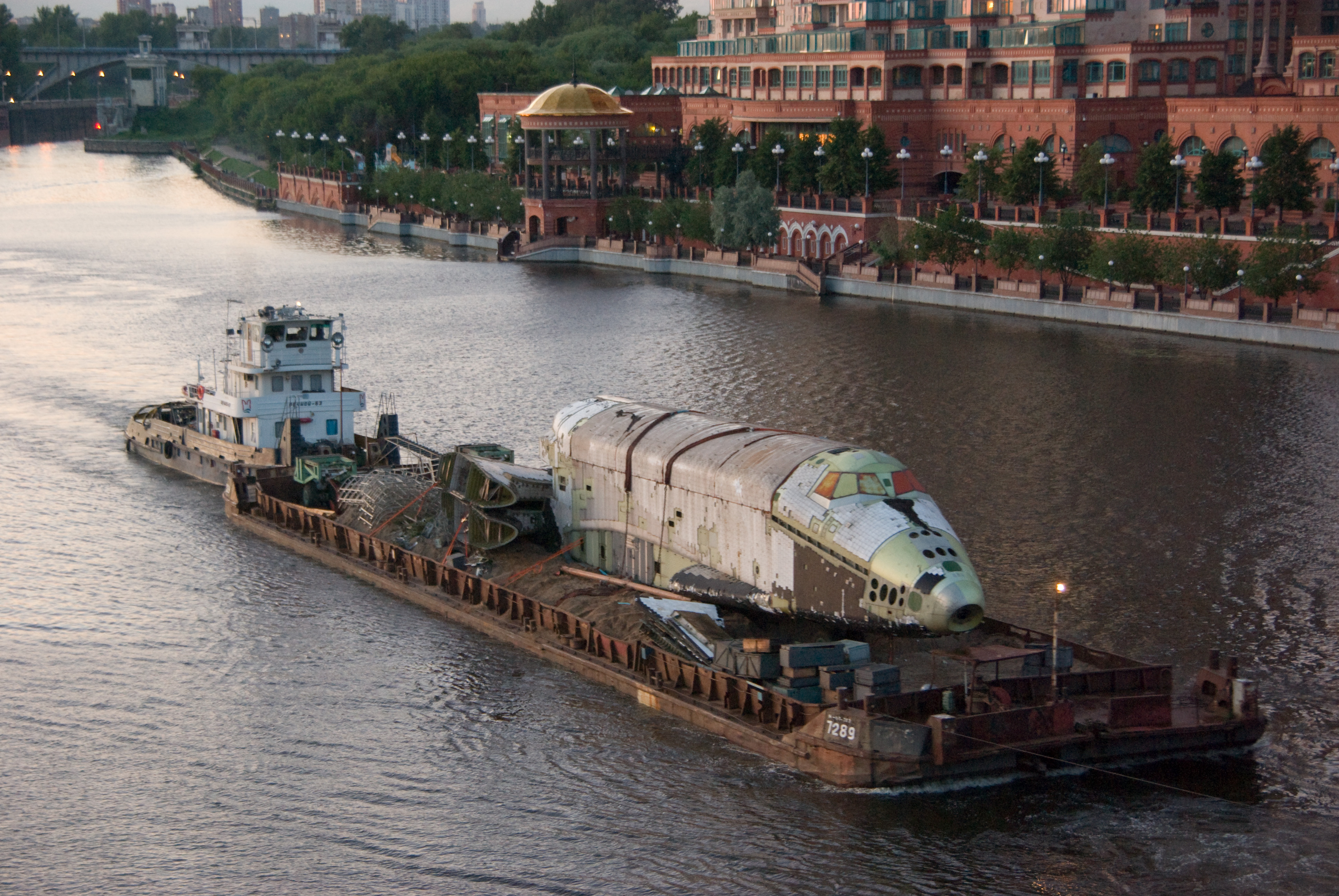
Transport des unfertigen Buran 2.01 (2011)

Buran 2.01 wäre die erste Raumfähre des Buran-Programms gewesen, die komplett in Moskau fertiggestellt und mit einer An-225 nach Baikonur transportiert worden wäre, nicht wie Buran 1.01 und Buran 1.02 mit der Mjassischtschew WM-T „Atlant“.
1989 wurde prognostiziert, dass der Orbiter 2.01 1994 seinen ersten bemannten Weltraumtestflug, 3K1, mit einer Dauer von 24 Stunden absolvieren würde. Das Raumschiff wäre mit einem Lebenserhaltungssystem und zwei Schleudersitzen ausgestattet gewesen. Die Besatzung hätte aus zwei Kosmonauten bestanden – Igor Wolk (Kommandant) und Alexander Iwantschenkow (Flugingenieur).
1991 wurde der Bau des Orbiters ausgesetzt, und 1993 wurde das Buran-Programm vollständig eingestellt.
Ab 2004 wurde der Orbiter 2.01 unter freiem Himmel auf einem Parkplatz in Moskau in der Nähe des Chimki-Stausees abgestellt.
Am 22. Juni 2011 wurde der Orbiter auf einen Lastkahn gesetzt zur Verlegung zur MAKS 2011 International Air Show, die vom 16. bis 21. August in Schukowski (Gebiet Moskau) stattfand.
Im Jahr 2012 wurde es während der Airshow zum 100-jährigen Jubiläum der russischen Luftwaffe in Schukowski in Sichtweite abgestellt. Es wurde erwartet, dass es in Schukowski restauriert und auf der Ausstellung MAKS 2013 gezeigt würde, aber die Präsentation fand nicht statt. Buran 2.01 befindet sich trotz anderen Gerüchten noch immer dort. Gemäß dem unten gezeigten Video sollten die Koordinaten 54,9504486, 35,8559756 lauten. Satellitenbilder zeigen immer noch 2.01 auf dem Flughafen Schukowski.